# Línea 80 de Sagalés
La línea 80 fue una línea regular de autobús urbano de la ciudad de Barcelona, que fue gestionada por la empresa Sagalés bajo la marca de Bus Nou Barris. Hacia su recorrido entre la Pl. Llucmajor y Vallbona por Vía Julia, con una frecuencia de 60 minutos. Esta línea ha sido reemplazada por la 180 de TMB, la cual posteriormente fue reemplazada por una línea de autobús bajo demanda.

## Otros datos
| Prestación                   | Disponibilidad en la línea |
| ---------------------------- | -------------------------- |
| Adaptada a                   | Sí                         |
| TMB iBus (tiempo de espera ) | No                         |
| Pantallas informativas       | No                         |
| Línea de tránsito rápido     | No                         |
| Circula en días festivos     | No                         |